# Renegotiations: The Remixes
jaz
Renegotiations: The Remixes é um EP de Remixes do grupo norte-americano The Black Eyed Peas, originalmente lançado no iTunes em 21 de Março de 2006, sendo lançado então após uma semana nas principais lojas de compras online.
| Críticas profissionais                                                      | Críticas profissionais |
| Avaliações da crítica                                                       | Avaliações da crítica  |
| Fonte                                                                       | Avaliação              |
| --------------------------------------------------------------------------- | ---------------------- |
| HipHopDX.com                                                                | [ 1 ]                  |
| Esta tabela precisa de ser acompanhada por texto em prosa. Consulte o guia. |                        |

## Faixas
1. "Like That (versão do álbum)" (participação de Cee-Lo, John Legend, Talib Kweli & Q-Tip)
2. "Ba Bump (Erick Sermon Remix)"
3. "My Style (DJ Premier Remix)" (participação de Justin Timberlake)
4. "They Don't Want Music (Pete Rock Remix)" (participação de James Brown)
5. "Feel It (Jazzy Jeff Soulful Remix)"
6. "Audio Delite (versão do álbum)"
7. "Disco Club (Large Pro Peas Remix)"

### Faixas Bônus
- "Like That" Video (somente iTunes)